# Segestria bavarica
Espèce
Segestria bavarica est une espèce d'araignées aranéomorphes de la famille des Segestriidae.

## Distribution
Cette espèce se rencontre en Europe.

## Étymologie
Son nom d'espèce lui a été donné en référence au lieu de sa découverte, la Bavière.

## Publication originale
- C. L. Koch, 1843 : Die Arachniden. Getreu nach der Natur abgebildet und beschrieben. C. H. Zeh'schen Buchhandlung, Nürnberg, vol. 10, p. 1-142 (texte intégral).